# Светлица (приток Чепцы)
Светлица — река в России, правый приток Чепцы (бассейн Волги). Протекает в Слободском районе Кировской области. Устье реки находится в 56 км по правому берегу Чепцы. Длина реки составляет 16 км, площадь бассейна — 85 км².
Исток реки в 2 км к северу от деревни Ярославцы. Река течёт на юг, вскоре после истока протекает рядом с деревней Ярославцы, затем входит в ненаселённый лесной массив. В нижнем течении протекает деревни Игумново и Перевоз, чуть ниже последней впадает в Чепцу. Притоки — Гнилушка, Каменка (левые); Талица (правый). Перед впадением в Чепцу дробиться в её пойме на рукава и образует несколько стариц. Ширина реки на всём протяжении не превышает 10 м.

## Данные водного реестра
По данным государственного водного реестра России относится к Камскому бассейновому округу, водохозяйственный участок реки — Чепца от истока до устья, речной подбассейн реки Вятка. Речной бассейн реки — Кама.